# ریک استوری
ریک استوری (انگلیسی: Rick Story؛ زادهٔ ۲۸ اوت ۱۹۸۴) ورزشکار هنرهای رزمی ترکیبی اهل ایالات متحده آمریکا است.